# Leonardo Rodriguez Pereira
Leonardo Rodriguez Pereira (Vila Velha, Espírito Santo, 22 de septiembre de 1987), conocido deportivamente como Leonardo, es un futbolista brasileño. Juega de centrocampista y su último equipo fue el Al-Dhafra Club de la UAE Pro League.

## Trayectoria

### Clubes
| Club                          | País                   | Año         |
| ----------------------------- | ---------------------- | ----------- |
| Desportiva Capixaba           | Brasil                 | 2005        |
| Thrasyvoulos                  | Grecia                 | 2005 - 2007 |
| Levadiakos                    | Grecia                 | 2007 - 2009 |
| AEK Atenas                    | Grecia                 | 2009 - 2012 |
| Jeonbuk Hyundai Motors        | Corea del Sur          | 2012 - 2016 |
| Al-Jazira                     | Emiratos Árabes Unidos | 2016 - 2017 |
| Al-Nassr                      | Arabia Saudita         | 2017 - 2018 |
| Tianjin Tianhai Football Club | China                  | 2019        |
| Shandong Taishan              | China                  | 2020        |
| Al-Dhafra Club                | Emiratos Árabes Unidos | 2021 - 2022 |

## Palmarés

### Títulos nacionales
| Título           | Club                   | País          | Año  |
| ---------------- | ---------------------- | ------------- | ---- |
| Copa de Grecia   | AEK Atenas             | Grecia        | 2011 |
| K League Classic | Jeonbuk Hyundai Motors | Corea del Sur | 2014 |
| K League Classic | Jeonbuk Hyundai Motors | Corea del Sur | 2015 |

### Títulos internacionales
| Título                      | Club (*)               | Sede   | Año  |
| --------------------------- | ---------------------- | ------ | ---- |
| Liga de Campeones de la AFC | Jeonbuk Hyundai Motors | Al Ain | 2016 |

(*) Incluyendo la selección

### Distinciones individuales
| Distinción       | Año  |
| ---------------- | ---- |
| K League Best XI | 2013 |